# Ortalide à ventre blanc
Ortalis leucogastra
Espèce
Statut de conservation UICN

 LC  : Préoccupation mineure
L’Ortalide à ventre blanc (Ortalis leucogastra) est une espèce d'oiseau de la famille des Cracidae.

## Répartition
On la trouve au Costa Rica, El Salvador, Guatemala, Honduras, Mexique et Nicaragua.

## Habitat
Son habitat naturel est les forêts sèches, les forêts humides de plaine tropicales et subtropicales et les forêts primaires dégradées.

## Taxonomie
Certains ornithologistes considèrent cette espèce comme une sous espèce de l'Ortalide chacamel.